# Погулянка (Львов)
Погуля́нка (укр. Погуля́нка, пол. Pohulanka)) — местность и природо-заповедный лесопарк в Лычаковском районе Львова (Украина). Получила название как одно из любимых мест прогулок львовян с середины XIX века.

## Парк
Парк «Погулянка» находится в юго-восточной части города между улицами Погулянка (район престижной застройки польского периода), а также Зелёной и Пасечной (в основном застройка советского периода), граничит с территорией ботанического сада Львовского университета. Центральная прогулочная аллея лесопарка ведёт от улицы Погулянка к микрорайону на пересечении улиц Джорджа Вашингтона (бывшая Батальная) и Пасечная (бывшая Ленинского комсомола).
Погулянка находится в пределах возвышенной ландшафтной формации, называемой Давидовская гряда. На его территории берёт истоки небольшая река Пасека. Площадь лесопарка составляет 100,33 га.
До окончательного вхождения Львова в состав УССР в 1944 году польская интеллигенция называла Погулянку лесом Венглёвского — богатого львовского адвоката, который, приобретя в 1799 году участок леса, построил на нём дворец, где часто собиралась городская знать. В то время парк граничил с участком города, где была застройка простых крестьян.
Лесопарк Погулянка стал природоохранным рекреационным объектом в 1940 году на базе грабо-букового леса. Здесь планировалось создание городского парка культуры и отдыха, однако после войны этот парк основали ближе к центральной части города (см. Парк культуры и отдыха (Львов)). Ныне лесопарк входит в состав природо-заповедного фонда Украины, охраняется как национальное достояние. В насаждениях преобладают естественные насаждения бука, граба, сосны встречается метасеквойя, берёза, клён, вяз, дуб, ольха черная, туя, ива и ель. В рельеф местности хорошо вписаны прогулочные маршруты. В долине, по дну которой пролегает центральная аллея, размещены декоративные пруды, из которых вытекает приток Полтвы — ручей Пасека.
|                                                 |  |                    |  |                                                                    |
| Центральная прогулочная аллея парка «Погулянка» |  | Декоративные пруды |  | Выход из парка в районе пересечения улиц Дж. Вашингтона и Пасечной |

## Местность
Улица Погулянка начинается в конце улицы Левицкого и оканчивается в парке. Застройка улицы Погулянки и прилегающих улиц — большей частью двухэтажная в стиле довоенного конструктивизма, а также виллы и новостройки 1990—2000-х. В пределах парка сохранились два хутора: один — ул. Пасечная, 86-а и 88-а, другой — Погулянка, 39-а, а также бывший костёл армянских бенедиктинок, ныне церковь Матери Божьей Неустанной Помощи.
При Польше на Погулянке была фабрика искусственного льда Львовского акционерного общество пивоваров, от которой остались старые каменные въездные ворота. С советского времени здесь работает Львовский винный завод (в прошлом филиал «Молдвинпрома»), основанный в 1948 году на месте броварни середины XIX века. Львовский винодельческий завод до конца 1990-х начал выпуск вермута «Цветы Погулянки».
В 1984 году на Погулянке (конечная остановка трамвая № 7) был построен Дворец пионеров и школьников, в 1990-е переименованный в Дворец творчества детей и юношества Галиции. Здание состоит из трёх частей: зрительной (в том числе три крупных зала), кружковой и спортивной, к нему примыкает небольшой пруд и главная аллея парка.
В 1988 году продолжили и окрыли трамвайную линию № 7 с новой конечной парк Погулянка.